# Gilera

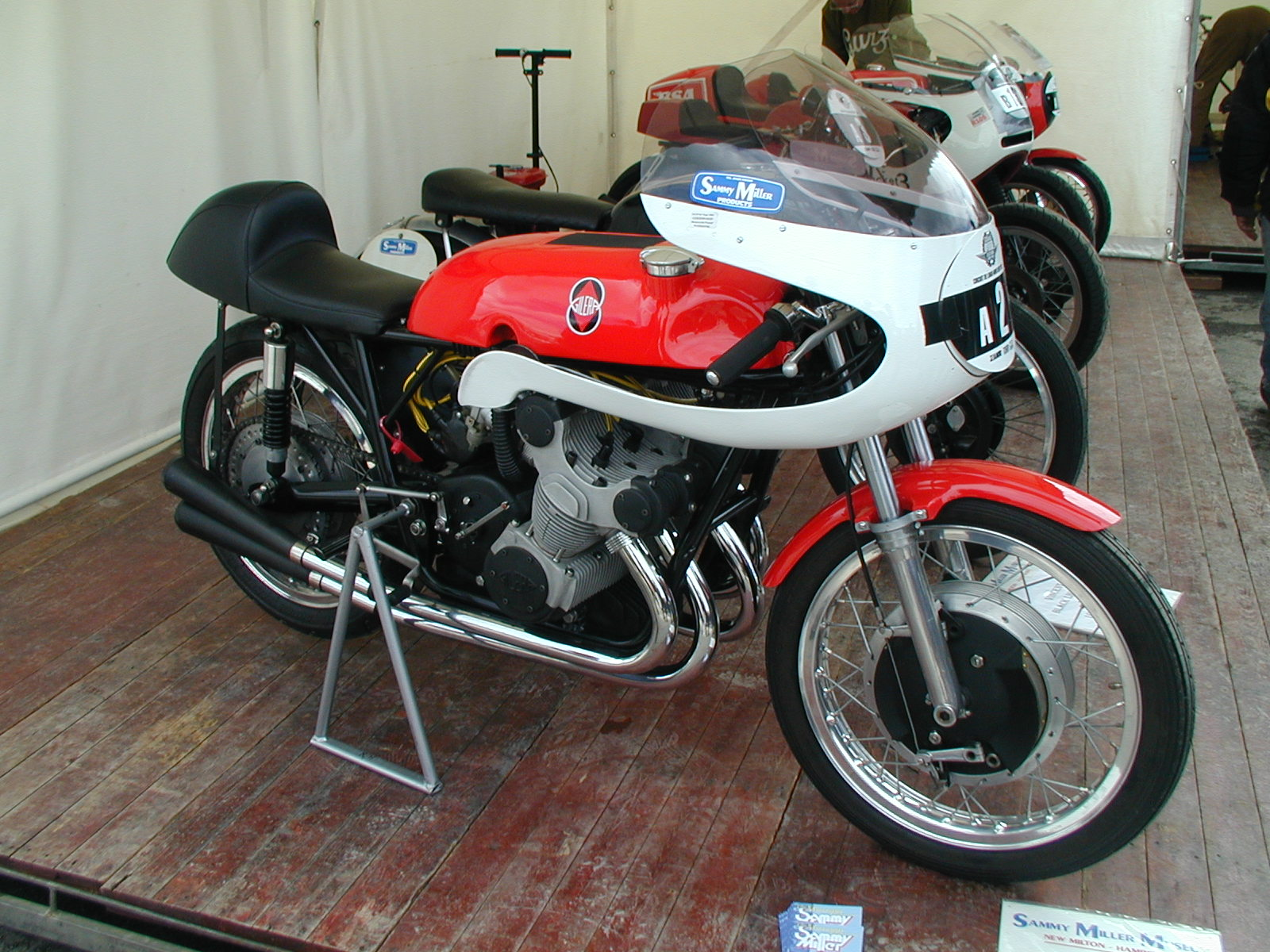
Gilera roadracing-motorcykel från 1950-talet

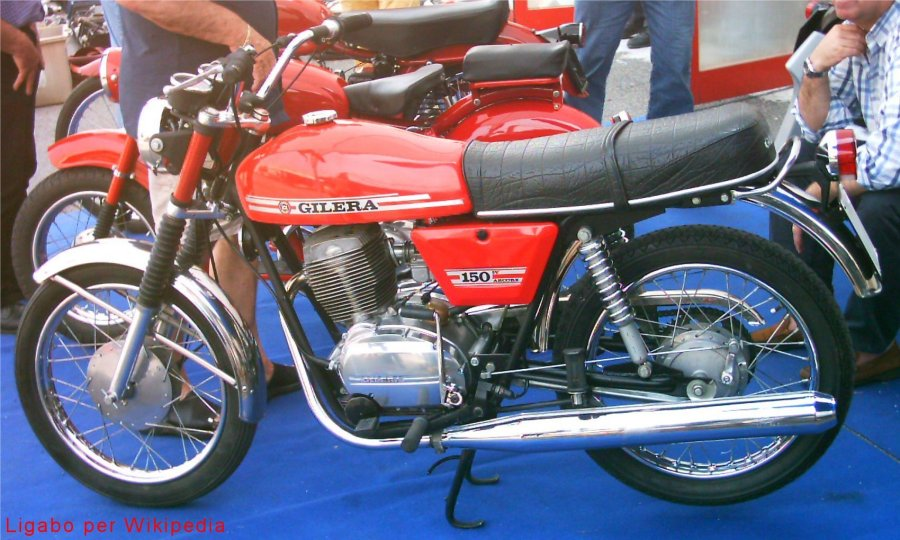
En Gilera 5V Arcore från 1970-talet

Gilera är en italiensk tillverkare av motorcyklar och mopeder. Företaget ägs sedan 1969 av Piaggio Group.

## Racing
Gilera har en lång racinghistoria, och tävlade under 00-talet tävlat i 125GP och 250GP med motorcyklar som är starkt baserade på motsvarande modeller från systerföretaget i Piaggio-koncernen Aprilia. Företaget blev känt genom den namnkunnige föraren Marco Simoncelli (1987–2011) som blev världsmästare säsongen 2008 på en Gilera RSA250 i klassen 250GP. Motorcykeln som Simoncelli blev världsmästare med 2008 finns sedan 2024 utställd på Simoncelli-museet i Coriano i Italien.

## Mopedmodeller
Gilera tillverkar också mopeder, såsom Stalker, Runner och Storm (som är en vidareutveckling av Piaggio Typhoon). 